# С́
С́, с́ (С с акутом) — буква расширенной кириллицы, двадцать третья буква черногорского кириллического алфавита.

## Использование
В сербской вуковице отсутствовала, при необходимости вместо неё использовался диграф сј. Была добавлена в проект черногорской кириллицы на последней, тридцать третьей позиции (после Ш) для обозначения звука [ɕ], отсутствующего в сербском языке. В конечном варианте алфавита, утверждённом в 2009 году, была сохранена и помещена на двадцать третью позицию (между С и Т). В латинском варианте алфавита на основе гаевицы соответствует букве Ś, заимствованной из польского алфавита.